# Glycinde hanseni
Glycinde hanseni är en ringmaskart som beskrevs av Kirkegaard 1995. Glycinde hanseni ingår i släktet Glycinde och familjen Goniadidae.
Artens utbredningsområde är havet kring Nya Zeeland. Inga underarter finns listade i Catalogue of Life.